# Gartenhaus (Loheland)
Das Gartenhaus in der Siedlung Loheland bei Fulda ist ein hessisches Kulturdenkmal im Bereich der Gesamtanlage Loheland. Es wurde in der Zwischenkriegszeit 1925 als holzbekleideter Massivbau errichtet.

## Beschreibung
Das Gebäude steht in der Gemeinde Künzell bei Fulda. Die Streusiedlung Loheland liegt auf dem Gemarkungen der Ortsteile Dirlos und Pilgerzell. Das Gartenhaus stand früher frei im Nutzgarten von Loheland. Die Gebäude des heutigen landwirtschaftlichen Gehöftes, genannt „neue Landwirtschaft“, die nach dem Abbruch des ersten Hofes, genannt „Kavaliersflügel“, errichtet wurden, engen das Gartenhaus ein. Die ursprüngliche Einbindung in die Freianlagen der Siedlung ist nicht mehr wahrnehmbar.
Parallel zum Franziskusbau wurde der Bau 1925 nach dem Entwurf von Carl Herrmann aus dem Architekturbüro von Walther Baedeker errichtet. Es war umgeben vom Gemüse- und Beerengarten. Das Erdgeschoss diente bei schlechtem Wetter aus Aufenthalts- und Arbeitsraum für Gartenmitarbeiter. Aus dem Erdgeschoss führte eine schmale Treppe in das Dachgeschoss. Dort gab es eine kleine, geheizte Stube.
Die Ziegelwände wurden mit einer horizontalen Brettschalung verkleidet. Das mit Hohlpfannen eingedeckte Walmdach verfügte über Schleppgauben. Die Fenster und Fensterbänder wiesen eine Sprossenteilung auf.
Das Gebäude ist ein Kulturdenkmal gemäß § 2.1 Hessisches Denkmalschutzgesetz innerhalb der Gesamtanlage Loheland gemäß § 2.2.1 Hessischen Denkmalschutzgesetz.